# Free Again
Free Again è un album di Gene Ammons, pubblicato dalla Prestige Records nel 1972. I brani furono registrati il 20 marzo 1972 a Los Angeles, California (Stati Uniti).

## Tracce
Lato A
1. Crazy Mary – 4:50 (Bobby Bryant)
2. Free Again – 6:20 (Robert Colby)
3. Fru Fru – 4:35 (Gene Ammons, Bobby Bryant)

Lato B
1. What Are You Doing the Rest of Your Life? – 4:37 (Alan Bergman, Marilyn Bergman, Michel Legrand)
2. Jaggin' – 5:05 (Bobby Bryant)
3. Jackson – 5:30 (Gene Ammons, Bobby Bryant)

## Musicisti
Brani A1, A3 e B2
- Gene Ammons - sassofono tenore
- Bobby Bryant - conduttore musicale, arrangiamenti
- Pete Christlieb - sassofono tenore
- Cat Anderson - tromba
- Buddy Childers - tromba
- John Audino - tromba
- Al Aarons - tromba
- Reunald Jones - tromba
- Gene Coe - tromba
- Jimmy Cleveland - trombone
- Benny Powell - trombone
- Britt Woodman - trombone
- Grover Mitchell - trombone
- Mike Wemberley - trombone
- David Duke - corno francese
- Henry Sigismonti - corno francese
- Jerome Richardson - reeds
- Ernie Watts - reeds
- Herman Riley - reeds
- Jack Nimitz - reeds
- Tommy Johnson - tuba
- Arthur Adams - chitarra
- Dennis Budimir - pianoforte
- Dwight Dickerson - pianoforte
- Bob Saravia - contrabbasso
- Chuck Rainey - basso elettrico
- Paul Humphrey - batteria

Brani A2, B1 e B3
- Gene Ammons - sassofono tenore
- Bobby Bryant - conduttore musicale, arrangiamenti
- Red Holloway - sassofono tenore
- Cat Anderson - tromba
- John Audino - tromba
- Gene Coe - tromba
- Reunald Jones - tromba
- Jimmy Cleveland - trombone
- Benny Powell - trombone
- Mike Wemberley - trombone
- Britt Woodman - trombone
- David Duke - corno francese
- Henry Sigismonti - corno francese
- Tommy Johnson - tuba
- Jack Nimitz - reeds
- Jerome Richardson - reeds
- Herman Riley - reeds
- Ernie Watts - reeds
- Joe Sample - pianoforte
- Dennis Budimir - chitarra
- Bob Saravia - contrabbasso
- Candy Finch - batteria
- Bob Norris - congas[2]